# Provincia di Sudurpashchim
Sudurpashchim Pradesh (सुदूर-पश्चिम प्रदेश in lingua nepali; fino al settembre 2018 chiamata Provincia No. 7) è una delle sette province del Nepal, stabilite dalla Costituzione del Nepal del 2015.
La sua capitale è Godawari.
Il suo nome vuol dire "provincia più occidentale" e difatti la provincia è quella che si trova più a ovest tra le sette.

## Suddivisioni amministrative
La provincia è suddivisa in 9 distretti:
- Achham
- Baitadi
- Bajhang
- Bajura
- Dadeldhura
- Darchula
- Doti
- Kailali
- Kanchanpur